# قانون التمييز في العمل في الاتحاد الأوروبي
يتكون قانون التمييز في العمل في الاتحاد الأوروبي من توجيهين، تمت الموافقة على التوجيهات من قبل جميع الدول الأعضاء في الاتحاد الأوروبي في عام 2000. ثم اضطرت كل دولة عضو إلى دمج هذه القوانين الجديدة في تشريعاتها الوطنية. لجنة البرلمان الأوروبي المعنية بالعمل والشؤون الاجتماعية هي المسؤولة عن الإشراف على هذه التوجيهات.

## الأساسيات
المادة 13 من معاهدة أمستردام التي دخلت حيز التنفيذ في عام 1999، منحت الاتحاد الأوروبي بعض الصلاحيات لمكافحة التمييز على أساس :
- 1- العرق أو الأصل العرقي.
- 2- الجنس، الحمل.
- 3- التوجه الجنسي.
- 4- الدين أو العقيدة
- 5- الإعاقة (الجسدية أو العقلية، بما في ذلك حالة فيروس نقص المناعة البشرية).
- 6- العمر.

## الهيكل التوجيهي للمساواة في العمل (2000/78)
يضع هيكل المساواة في العمل إطارًا عامًا للمساواة في المعاملة في التوظيف والمهنة؛ حيث يهدف إلى حماية كل شخص في الاتحاد الأوروبي من التمييز على أساس العمر أو الإعاقة أو الميل الجنسي أو الدين أو المعتقد في مكان العمل. 

## توجيه المساواة العرقية (2000/43)
يحظر توجيه المساواة العرقية التمييز على أساس الأصل العرقي في مكان العمل وكذلك في مجالات أخرى من الحياة مثل التعليم والضمان الاجتماعي والرعاية الصحية والحصول على السلع والخدمات.